# أكرم عبد المجيد
أكرم عبد المجيد، (ولد في 7 يوليو 1970) ، لاعب كرة قدم مصري محترف سابق . 

## البطولات
الزمالك
- كأس مصر : 1
1999
- بطولة الأفرو آسيوية : 1
1997

## روابط خارجية
- أكرم عبد المجيد على موقع قاعدة بيانات كرة القدم.إي يو (الإنجليزية)